# Aymo Maggi
Aymo Maggi, né le 30 juillet 1903 à Brescia et mort le 23 octobre 1961 à Calino (it) (village tout proche de Brescia) est un pilote automobile italien. D'ascendance noble, comte de Gradella, il a habité à Pandino dans la province de Crémone.

## Biographie
Sa carrière en compétition automobile s'étale de 1922 à 1933, disputant à ses débuts plusieurs courses sur une Bugatti aux côtés d'Ettore Bugatti et de Bartolomeo Costantini. En 1923, il participa à des courses de voiturettes sur Chiribiri 12/16.
Il remporte ses premières courses de côte dans sa province natale et participe en 1924 au Circuito del Garda sur Bugatti Type 22.
Il organise la première édition des Mille Miglia en 1927 à Brescia, conjointement avec le comte Franco Mazotti (le premier fabricant d'une monoplace) et deux autres personnes, la ville ayant perdu en 1921 son rôle d'organisateur du Grand Prix automobile d'Italie, désormais dévolu à Milan et Monza. Les deux comtes relevaient à l'époque le défi hebdomadaire de battre à la course le train de Milan à Brescia.
Sa dernière apparition avant guerre au volant est lors des Mille Miglia 1933, avec une Fiat 508S (29e), alors qu'il utilise aussi fréquemment des Alfa Romeo 6C durant les années 1930. Il y revient en 1947 à 44 ans sur Fiat 1100 S berlinetta pour terminer treizième de l'épreuve, associé alors à Antonio Brivio.
Tout en continuant à participer ainsi à quelques courses internationales, il dirige les Mille Miglia jusqu'en 1957, quand l'accident mortel d'Alfonso de Portago, entraînant la mort de neuf spectateurs et du pilote, précipite la fin de cette compétition.
Maggi se retire alors dans le vignoble familial de Calino (Franciacorta). Il survit à une première crise cardiaque en 1959, mais succombe face à la seconde en 1961. 
En 1962, le Trofeo Aymo Maggi récompense le Britannique David Hitches sur le circuit de Garda en championnat de Formule Junior.

## Palmarès
- Grand Prix (3) :

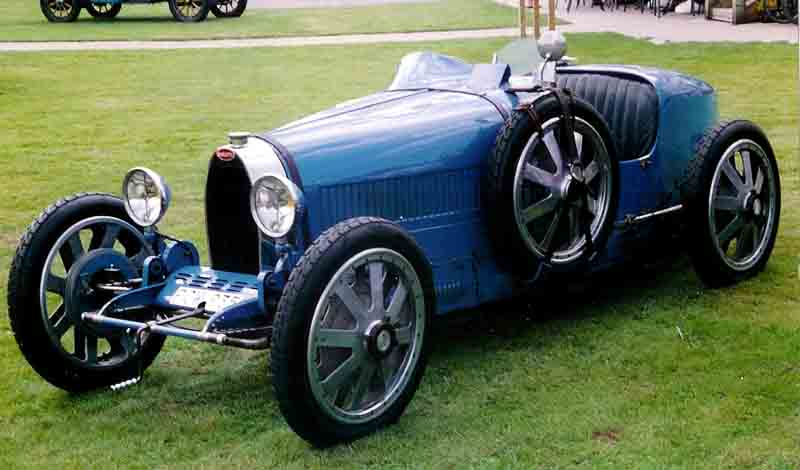
Une Bugatti Type 35.

  - Grand Prix de Garde en 1925 sur Bugatti Type 35 et 1926, sur Type 36
  - Grand Prix de Rome (circuit de Valle Giulia) en 1926, sur Bugatti Type 36
  - 2e du Grand Prix de Milan en 1927, sur Bugatti Type 35C
  - 2e du Grand Prix d'Espagne (San Sebastian) en 1930, sur Maserati Tipo 26 M (derrière Achille Varzi)
  - 3e de la Coppa Montenero en 1930 (Coppa Ciano), sur Bugatti Type 35C
  - 5e du Grand Prix d'Italie en 1928, sur Maserati Tipo 26 R (it)
  - 6e des Mille Miglia en 1927, avec Bindo Maserati sur Isotta Fraschini 8A SS.
- Courses de côte (3) ;
  - Pontedecimo-Giovi en 1923, sur Chiribiri 1,5 l[1]
  - Gargnano-Tignale en 1924, sur Bugatti
  - Colle S. Eusebio (Brescia) en 1927, sur Maserati Tipo 26 B[2]
- Autre victoire :
  - Coppa Etna (circuit de Celso Bianco) en 1926, sur Bugatti Type 36